# Herb gminy Nagłowice
Herb gminy Nagłowice – jeden z symboli gminy Nagłowice, ustanowiony 29 grudnia 2004.

## Wygląd i symbolika
Herb przedstawia na tarczy w polu czerwonym białą kolumnę zwieńczoną złotą koroną, a po jej obu stronach dwie srebrne oksze zwrócone w przeciwne strony. Jest to nawiązanie do herbów: Oksza (którym posługiwał się Mikołaj Rej) i Pierzchała.